# Miguel Ángel Villarroya Vilalta
Miguel Ángel Villarroya Vilalta (La Galera, Tarragona, 15 de mayo de 1957) es un militar español del Ejército del Aire, con el empleo de General del Aire, el máximo empleo militar alcanzable en las Fuerzas Armadas. Desde el 16 de marzo de 2021 ejerce como consejero militar en la Misión Observadora Permanente de España ante la Organización de Estados Americanos y asesor para Asuntos de Seguridad Hemisférica.
Villarroya ha ocupado el máximo cargo militar operativo de las Fuerzas Armadas, la Jefatura del Estado Mayor de la Defensa (JEMAD) entre el 15 de enero de 2020 y 27 de enero de 2021. Asimismo, entre 2017 y 2020 fue director del Gabinete Técnico de las ministras de Defensa, María Dolores de Cospedal y Margarita Robles.

## Biografía
Nacido en La Galera (Tarragona) el 15 de mayo de 1957, ingresó en la Academia General del Aire donde se graduó en la XXXII promoción, obteniendo el despacho de teniente del Arma de Aviación, Escala del Aire, el 14 de julio de 1980.
Completó su formación como piloto de transporte en el Grupo de Escuelas de Matacán (Salamanca), y en 1981, ya como teniente, fue destinado al Ala 31 de transporte (Zaragoza). En julio de 1983 ascendió a capitán y en julio de 1989 a comandante, permaneciendo en el mismo destino.
En julio de 1996 fue destinado al Cuartel General del Mando Operativo Aéreo (Mando Aéreo de Combate) (Base Aérea de Torrejón, Madrid), donde ascendió a teniente coronel en noviembre de 1998.
En julio de 2000 paso destinado al 45.º Grupo de Fuerzas Aéreas (Base Aérea de Torrejón, Madrid), y en esta misma unidad ascendió a coronel en el año 2005, permaneciendo como jefe de la misma hasta 2011.
En marzo de 2012 fue nombrado subdirector del Grupo Aéreo Europeo (High Wycombe, Reino Unido), cargo que ejerció hasta mayo de 2014. En 2014 fue ascendido a general de división. Entre julio de 2014 y julio de 2015 fue jefe de la Secretaría General del Estado Mayor del Ejército del Aire.
En julio de 2015 fue nombrado General Jefe del Mando Aéreo de Canarias,
En abril de 2017 fue nombrado director del Gabinete Técnico de la ministra de Defensa, María Dolores de Cospedal, y ascendido a teniente general. En junio de 2018, el cambio de gobierno llevó a Margarita Robles a ocupar la titularidad del Ministerio de Defensa, renovando la confianza en Villarroya como director del Gabinete Técnico.
En enero de 2020, el nuevo presidente del Gobierno, Pedro Sánchez, lo nombró jefe de Estado Mayor de la Defensa (JEMAD), cargo que conlleva el ascenso a General del Aire.
Durante sus primeros meses de mandato, fue el encargado de dirigir la Operación Balmis, una operación militar-sanitaria para hacer frente a la pandemia de COVID-19 que asolaba España.
A finales de octubre de 2020, la ministra de Defensa le concedió la Medalla de la Operación Balmis, creada ese mismo año para honrar al personal civil y militar de las Fuerzas Armadas que colaboraron en ella.
El 22 de enero de 2021, saltó a la luz que se había vacunado contra la COVID-19 junto con otros mandos militares a sus órdenes, lo que se sumó a la polémica que ya existía por la vacunación de varios cargos públicos antes de lo marcado por el protocolo. El general Villarroya presentó al día siguiente su solicitud de cese para “no perjudicar la imagen” de las Fuerzas Armadas. El Consejo de Ministros aprobó su cese el 26 de enero de 2021, haciéndose efectivo al día siguiente tras el nombramiento del almirante general Teodoro Esteban López Calderón como sucesor.
Tras su cese, el 3 de febrero de 2021 fue nombrado miembro de la Asamblea de la Real y Militar Orden de San Hermenegildo y el 16 de marzo de 2021 como consejero de Defensa en la Misión Observadora Permanente de España ante la Organización de Estados Americanos (OEA) y asesor para Asuntos de Seguridad Hemisférica.
En abril de 2023 el Gobierno le nombró gran canciller de la Real y Militar Orden de San Hermenegildo.

## Distinciones
Villarroya posee las siguientes distinciones y distintivos:
- Encomienda de número de la Real y Distinguida Orden de Carlos III.
- Encomienda de la Real Orden de Isabel la Católica.
- Gran Cruz del Mérito Aeronáutico. distintivo blanco (2012)
- Gran Cruz del Mérito de la Guardia Civil. (2017)
- Gran Cruz de la Real y Militar Orden de San Hermenegildo.
- Cruz del Mérito Aeronáutico. distintivo blanco (2 veces)
- Cruz del Mérito Aeronáutico. 1ª clase carácter extraordinario (2 veces)
- Cruz del Mérito Aeronáutico. 2ª clase
- Cruz del Mérito Militar. 1ª clase carácter extraordinario
- Placa de la Real y Militar Orden de San Hermenegildo.
- Encomienda de la Real y Militar Orden de San Hermenegildo.
- Cruz de la Real y Militar Orden de San Hermenegildo.
- Cruz de Plata de la Orden del Mérito de la Guardia Civil.
- Medalla OTAN.
- Medalla de la Campaña de Liberación de Kuwait.
- Medalla de la Orden Nacional del Mérito de la República de Malta grado “Companion” (Compañero).
- Medalla conmemorativa de la Operación Balmis. (2020)

Distintivos
- Distintivo («rokiski») correspondiente a los títulos de Piloto Militar (hélice) y Observador (estrella de 5 puntas) (Ejército del Aire).
- Distintivo del título de "Diplomado de Estado Mayor del Aire" (utilizado por personal que lo realizó antes del curso común) del Estado Mayor del Ejército del Aire.
- Distintivo de Función del Estado Mayor de la Defensa.
- Distintivo de Operaciones de Mantenimiento de la Paz con pasadores “Golfo Pérsico”, “Provide Confort”, “UNPROFOR” y “Adriático”.

| Predecesor: Fernando Alejandre Martínez | Jefe de Estado Mayor de la Defensa 15 de enero de 2020-27 de enero de 2021 | Sucesor: Teodoro Esteban López Calderón |